# 光点 (歌曲)
光点是中国大陆歌手與演員肖戰演唱的歌曲，於2020年4月25日通过NSM Music以数字专辑方式發行。這是首节奏布鲁斯曲风的流行歌曲，由里克·安尼瑪（Rik Annema）、勒罗伊·桑切斯、韋恩·班奈特（Wynne Bennett）和共同創作。
外界将光点视为肖战应对中国大陆网络舆论抵制风波，用以“复工”的作品。故光点成为现象级单曲的同时，亦陷入评价极端对立的处境。

## 制作与发行
光点時長3分37秒，以
拍的B大調創作，每分鐘94拍。里克·安尼瑪（Rik Annema）、勒罗伊·桑切斯、韋恩·班奈特（Wynne Bennett）和共同創作。肖战除了演唱之外，还亲自创作单曲封面。他解釋這幅抽像画封面为：“静脉和动脉的连接处是心脏，蓝色的线条和红色的线条交错，组成了爱的形状，而爱是光的原点。”鼓励自己无论明天是雨或晴，要向爱而行。
單曲发行前没有进行预热或宣传。4月25日零点，肖战更新微博，分享单曲封面并写道：“凡此过往，铭记于心。感谢所有善意的批评和指正，成长在路上。”为配合宣传，他还把自己使用四年的微博帐户头像更换为单曲封面。随后肖战工作室在微博发布新歌，随即开始在腾讯音乐旗下的QQ音乐、酷狗音乐、酷我音乐三个音乐平台销售。

## 商業表現
单曲發售当日销售量达2437万张，以其售价三元人民币計算，总销售额達7313万元人民幣，超過蔡徐坤於2019年7月26日发行的作品YOUNG（售价五元人民币，总销售量1335万张，总销售额6674万元人民幣），成为中国大陆，以及华语乐坛销售额、销售量最高的数字音乐作品。單曲登顶QQ音乐年度畅销榜、QQ音乐新歌巅峰榜、由你音乐榜首位。相关报道指出，“肖战全球后援会”是QQ音乐25日购买量最大的购买者，购买了908.8万张数字专辑。26日，单曲打破吉尼斯世界纪录，获封“销售速度最快的数字专辑(中国)”。兩天後，专辑总销售额突破1亿元人民幣。
2022年11月21日，在英國雜誌《Far Out》文章「The 20 best-selling singles of all time」中舉出20首史上最暢銷數位單曲，〈光點〉列為第一。

## 评价
4月26日的报道称，单曲发行后在豆瓣的评分上升至7.5分，并“获业内乐评人力赞，销量与口碑双丰收”。不久，在豆瓣大量肖战抵制者普遍给出一星评价的情况下，获得满分10分的评分。随后站方称是“系统bug”并做出调整，评分急速下降至3.2分，有4.8万豆瓣用户参与评分；后回升至6分。26日中午12时，单曲评分为5.7分，评分用户超过7.5万人。其中，54.6%给予最高五星评价，30.3%给予最低一星评价。评价极端对立的两类用户共占总数的84.8%。
支持者认为本作歌詞優異，且肖战的演唱俱佳，完美處理R&B转音。反对者則认为光点是偶像工业流水线产物的典型代表，曲调旋律舒服但无个性，歌词陈词滥调。亦有作者从肖战粉丝角度解读，“‘也许他唱的不是最好的，但是却让人想支持。’是大多数粉丝的想法。”

## 争议
与肖战一同出演网剧《陈情令》的新湃传媒艺人郑繁星在光点发布的4月25日0时57分发微博称“希望我们都能问心无愧”，并艾特新湃传媒，引发外界议论。有指新湃传媒为光点的实际制作方，原定郑繁星演唱，被肖战“截胡”。在当日，媒体求证郑繁星身边工作人员，否认了该说法，“这个是不实的，没有的事。”。
外界将光点视为肖战因肖战粉丝举报事件被中国网络舆论抵制后的“复出”之作。肖战粉丝群体内部动员大量购买音乐的言论引发争议。

## 參與名單
來源：QQ音乐
- 里克·安尼瑪（Rik Annema） – 詞曲創作
- 勒罗伊·桑切斯（英语：Leroy Sanchez） – 詞曲創作
- 韋恩·班奈特（Wynne Bennett） – 詞曲創作、製作人
- – 中文作詞
- – 製作人、混音、母带
- – 监制

## 榜單成績
| 排行榜（2022年）                           | 排名 |
| ------------------------------------------ | ---- |
| 匈牙利（四十強單曲榜）                     | 26   |
| 日本（《告示牌》Download Songs）           | 61   |
| 美国（《告示牌》World Digital Song Sales） | 5    |

| 榜單（2020年）         | 排名 |
| ---------------------- | ---- |
| 全球（國際唱片業協會） | 7    |